# Xã Noonan, Quận Ramsey, Bắc Dakota
Xã Noonan (tiếng Anh: Noonan Township) là một xã thuộc quận Ramsey, tiểu bang Bắc Dakota, Hoa Kỳ. Năm 2010, dân số của xã này là 31 người.